# 8861 Jenskandler
8861 Jenskandler (1991 TF7) là một tiểu hành tinh vành đai chính được phát hiện ngày 3 tháng 10 năm 1991 bởi F. Borngen và L. D. Schmadel ở Tautenburg.